# Hernán Altolaguirre
Hernán Alexis Altolaguirre (Santa Rosa, Provincia de La Pampa, Argentina, 19 de febrero de 1993) es un futbolista argentino. Juega como delantero y su primer equipo fue Newell's Old Boys. Actualmente milita en el  Club Atlético All Boys de Santa Rosa,, equipo del Torneo Regional Federal Amateur, la cuarta categoría Argentina.

## Clubes
| Club                                | País      | Año       |
| ----------------------------------- | --------- | --------- |
| Newell's Old Boys                   | Argentina | 2012-2013 |
| Cobreloa                            | Chile     | 2014      |
| Newell's Old Boys                   | Argentina | 2014      |
| Jorge Newbery de Junín              | Argentina | 2015      |
| Évian TG                            | Francia   | 2015-2016 |
| Alianza Universidad                 | Perú      | 2016      |
| Rivadavia de Lincoln                | Argentina | 2017-2018 |
| Brown de Puerto Madryn              | Argentina | 2018-2019 |
| Cipolletti (Río Negro)              | Argentina | 2019-2021 |
| Atletico Uri                        | Italia    | 2021-2022 |
| Club Atlético All Boys (Santa Rosa) | Argentina | 2023-Act. |

## Palmarés
| Torneo           | Club              | País      | Año    |
| ---------------- | ----------------- | --------- | ------ |
| Primera División | Newell's Old Boys | Argentina | F-2013 |